# Братово (Бургасская область)
Братово (болг. Братово) — село в Бургасской области Болгарии. Входит в состав общины Бургас. Находится примерно в 14 км к западу от центра города Бургас. По данным переписи населения 2011 года, в селе  проживало 146 человек, преобладающая национальность — болгары.

## Население
| Год     | 1934 | 1946 | 1956 | 1965 | 1975 | 1985 | 1992 | 2001 | 2011 |
| ------- | ---- | ---- | ---- | ---- | ---- | ---- | ---- | ---- | ---- |
| Жителей | 391  | 470  | 472  | 478  | 356  | 255  | 191  | 165  | 146  |

|  |